# كنيسة القديس يوحنا المعمدان (دمشق)
كنيسة القديس يوحنا المعمدان  هي كنيسة أثرية تقع في مدينة دمشق / سوريا،  ويتوسط موقعها مدينة دمشق القديمة.

## بدايات إنشاء الكنيسة
تنقسم مدينة دمشق إلى قسمين متميزين أحدهما دمشق القديمة والأخرى دمشق الجديدة، وتتميز دمشق القديمة كأقدم مدن العالم وشهيرة بآثارها الكثيرة ومنها الجامع الأموي، ويطلق عليه «جامع بني أمية الكبير»، ويقال إن الجامع الأموي أقيم مكان المعبد الآرامي «حَدَد ْ» الذي يرجع إنشاؤه إلى مطلع الألف الأول قبل الميلاد، وقد بني عليه المعبد الروماني للإله «جوبيتر الدمشقي» في القرن الثالث الميلادي وقد أقام البيزنطيين المسيحيين كنيسة لقديس «يوحنا المعمدان» في نفس المكان أواخر القرن الرابع الميلادي.

## الكنيسة في العصر الإسلامي
وقد أمر الخليفة الأموي «الوليد بن عبد الملك» بتحويل الكنيسة إلى جامع سنة 86ه / 705 م وقام ببناء ثلاث مآذن له ومزيلًا معظم الآثار المسيحية منه ولكن مع ذلك بقي مجموعة من الآثار التي تدل على مسيحية كنيسة القديس يوحنا المعمدان.

## أهم المعالم المسيحية

### جرن معمودية داخل كنيسة مار يوحنا
تعمل وزارة الأوقاف السورية على إجراء عمليات إصلاح وتجديد وترميم في المسجد الأموي، بما فيه ضريح القديس يوحنا الذي لا زال قائمًا داخل المسجد، كما يوجد داخل المسجد في الجهة الشمالية الشرقية، جرن رخامي عظيم القدم تظهر على جوانبه آثار المستحاثات وكان يستعمله المسيحيون لعماد أطفالهم.

### الكتابة اليونانية على الباب الأساس لكنيسة مار يوحنا
أما ما يُخشى عليه فهو الكتابة الموجودة على البوابة الجنوبية والمنقوشة بالأحرف اليونانية والتي تقول:

هنالك أيضًا صورة لوجه السيد المسيح وعلى رأسه إكليل شوك، ظهرت مؤخرًا على يسار البوابة الجنوبية الأخرى المواجهة لسوق الصاغة وقيل أنه قد سبق وأن حاول البعض إزالة هذه الكتابات والصور ولكن تدخل هيئة الآثار الدولية وتقديم تبرعات مادية قد حال دون ذلك.

### مدفن رأس يوحنا المعمدان
وفي أركان المصلى حيث توجد حلقات تضم نحو عشرة أشخاص يدرسون تجويد القرآن الكريم بإشراف الشيوخ. يقع مقام جدرانه شبكية مذهبة يسميه المسلمين «مقام النبي يحيى» وهو «يوحنا المعمدان» الذي قام بتعميد السيد المسيح في «نهر الشريعة» (وهو جزء من «نهر الأردن»)، ويضم رأس «النبي يحيى» داخل الكنيسة القديمة أو الجامع الأموي.

### نفق قديم يربط بين الكنائس
أما في باحة الجامع، فهناك بقعة من الأرض تحت فناءٍ مسقوف، إذا ما وقف الزائر في منتصفها وضرب عليها بقدمه، فإنه يسمع صدىً عميقًا لهذه الضربات. ومردّ ذلك هو أن هذه البقعة، حسب خبراء الآثار، كانت مدخلًا أو مخرجًا لنفق طويل يربط كنيسة القديس يوحنا (الجامع الأموي) بكنيسة حنانيا، وهي كنيسة صغيرة تبعد عن المكان بما يقل عن الميل، وتقع إلى الجهة الشمالية من الباب الشرقي لدمشق في نهاية طريق صغير يحمل اسم الكنيسة نفسها. ولدخول هذه الكنيسة، ينبغي للزائر أن ينزل عدة درجات تحت الأرض وهناك يجد نهاية النفق في أسفل منتصف الحائط الغربي، وقد سدّ ببعض الأحجار خوفًا من دخول أحد إليه. وقيل أن المسيحيين كانوا يستعملون هذا النفق للانتقال بين الكنيستين أو كمعبر هروب خوفًا من الاضطهاد. وفي الستينات، خلال عمليات الترميم والحفر التي كانت تجري لتوسيع وترميم كنيسة الروم الأرثوذكس المعروفة بالمريمية الشهير في دمشق القديمة، والواقعة بين كنيسة يوحنا وحنانيا، ظهرت أجزاء من النفق وقيل أن جماجم وهياكل بشرية عثر عليها في داخلها تعود لعصور تاريخية قديمة.